# Пекари (Познанський повіт)
Пекари (пол. Piekary) — село в Польщі, у гміні Стеншев Познанського повіту Великопольського воєводства.
Населення — 96 осіб (2011).
У 1975-1998 роках село належало до Познанського воєводства.

## Демографія
Демографічна структура станом на 31 березня 2011 року:
|          | Загалом | Допрацездатний вік | Працездатний вік | Постпрацездатний вік |
| -------- | ------- | ------------------ | ---------------- | -------------------- |
| Чоловіки | 48      | 8                  | 35               | 5                    |
| Жінки    | 48      | 10                 | 27               | 11                   |
| Разом    | 96      | 18                 | 62               | 16                   |